# Kaseanî, Kotelva
Kaseanî (în ucraineană Касяни) este un sat în comuna Kozlivșciîna din raionul Kotelva, regiunea Poltava, Ucraina.

## Demografie
Componența lingvistică a localității Kaseanî
     Ucraineană (100%)
Conform recensământului din 2001, toată populația localității Kaseanî era vorbitoare de ucraineană (100%).